# HD166596
HD166596 — хімічно пекулярна зоря спектрального класу B3, що має видиму зоряну величину в смузі V приблизно  5,5.
Вона  розташована на відстані близько 1655,6 світлових років від Сонця.

## Пекулярний хімічний склад
Зоряна атмосфера HD166596 має підвищений вміст 
Si
.